# Ich habe keine Angst!
Ich habe keine Angst! ist ein Animationsfilm unter der Regie von Marita Mayer. Der Kurzfilm feierte am 12. Februar 2022 auf der 72. Berlinale 2022 in der Sektion Generation Kplus Weltpremiere.

## Inhalt
Vanja fühlt sich wie ein Tiger. Obwohl sich in der Dunkelheit plötzlich Schatten in furchterregende Monster verwandeln, fürchtet Vanja sich nicht, denn als Tiger ist man stark und furchtlos. Vanja schleicht fauchend durch einen imaginären, dunklen Dschungel und lässt sich nicht einschüchtern.

## Hintergrund
Dieser Film ist für das ganz junge Filmpublikum ab 6 Jahren gedacht. Er greift die verbreitete Angst der Kinder vor dem Dunkeln auf und zeigt ihnen durch Vanja, wie man diese Angst bezwingen kann.
Die Animation des Films ist zweidimensional und farbenfroh. Ich habe keine Angst! erinnert in seiner Gestaltung an ein animiertes Kinderbuch.
Der Kurzfilm wurde vom Hamburger Animationsstudio Fabian&Fred produziert, in Koproduktion mit Trollfilm aus Norwegen.
Die Regisseurin und Drehbuchautorin Marita Mayer gewann mit ihrem ersten Film Be Nice 2010 mehrere Preise. Sie hat bereits für verschiedene 2D und Stop-Motion Produktionen gearbeitet und war beim Fredrikstad Animation Festival Programmmanagerin.

## Auszeichnungen
Internationale Filmfestspiele Berlin 2022
- Nominierung im Generation Kplus-Wettbewerb